# Karanfilovac
Karanfilovac (lat. Syzygium nom. cons.), veliki biljni rod iz porodice mirtovki. Priznato je blizu 1200 vrsta vazdazelenog grmlja i drveća koje raste u suptropskim i tropskim krajevima po Africi, južnoj i jugoistočnoj Aziji i Australiji.

## Vrste
1. Syzygium abatakum Widodo
2. Syzygium abbreviatum Merr.
3. Syzygium aborense (Dunn) Rathakr. & N.C.Nair
4. Syzygium abortivum (Gagnep.) Merr. & L.M.Perry
5. Syzygium abulugense Merr.
6. Syzygium aciculinum Merr. & L.M.Perry
7. Syzygium acre (Pancher ex Guillaumin) J.W.Dawson
8. Syzygium acrophilum (C.B.Rob.) Merr.
9. Syzygium acuminatissimum (Blume) DC.
10. Syzygium acuminatum (Sweet) Miq.
11. Syzygium acutangulum Nied.
12. Syzygium acutatum (Miq.) Amshoff
13. Syzygium adelphicum Diels
14. Syzygium adenophyllum Merr. & L.M.Perry
15. Syzygium aegiceroides (Korth. ex Miq.) Korth.
16. Syzygium aemulum (Blume) Amshoff
17. Syzygium aeoranthum (Diels) Merr. & L.M.Perry
18. Syzygium affine Merr.
19. Syzygium afromontanum (F.White) Byng
20. Syzygium agastyamalayanum M.B.Viswan. & Manik.
21. Syzygium aggregatum J.W.Dawson
22. Syzygium aksornae Chantar. & J.Parn.
23. Syzygium alatoramulum B.Hyland
24. Syzygium alatum (Lauterb.) Diels
25. Syzygium albayense Merr.
26. Syzygium albiflorum (Duthie ex Kurz) Bahadur & R.C.Gaur
27. Syzygium album Q.F.Zheng
28. Syzygium alliiligneum B.Hyland
29. Syzygium altecastaneum (P.S.Ashton) Byng & Christenh.
30. Syzygium alternifolium (Wight) Walp.
31. Syzygium alubo Kosterm.
32. Syzygium alutaceum (Diels) Merr. & L.M.Perry
33. Syzygium alvarezii (C.B.Rob.) Merr.
34. Syzygium alyxiifolium (Ridl.) I.M.Turner
35. Syzygium amicorum (A.Gray) Müll.Berol.
36. Syzygium amieuense (Guillaumin) J.W.Dawson
37. Syzygium amphoraecarpus Kosterm.
38. Syzygium amplexicaule (Lindl.) N.P.Balakr.
39. Syzygium ampliflorum (Koord. & Valeton) Amshoff
40. Syzygium amplifolium L.M.Perry
41. Syzygium amplum T.G.Hartley & L.M.Perry
42. Syzygium ampullarium (Stapf) Merr. & L.M.Perry
43. Syzygium anacardiifolium (Craib) Chantar. & J.Parn.
44. Syzygium andamanicum (King) N.P.Balakr.
45. Syzygium aneityense Guillaumin
46. Syzygium angkae (Craib) Chantar. & J.Parn.
47. Syzygium angophoroides (F.Muell.) B.Hyland
48. Syzygium angulare (Elmer) Merr.
49. Syzygium angulatum (C.B.Rob.) Merr.
50. Syzygium angustifolium (M.R.Hend.) Byng & Christenh.
51. Syzygium angustovatum Widodo & Chikmaw.
52. Syzygium anisatum (Vickery) Craven & Biffin
53. Syzygium anisopetalum (R.Parker) N.P.Balakr.
54. Syzygium anisosepalum (Duthie) I.M.Turner
55. Syzygium anomalum Lauterb.
56. Syzygium anthicoides P.S.Ashton
57. Syzygium anthicum (Ridl.) Merr. & L.M.Perry
58. Syzygium antisepticum (Blume) Merr. & L.M.Perry
59. Syzygium antonianum (Elmer) Merr.
60. Syzygium aoupinianum J.W.Dawson
61. Syzygium apetiolatum J.W.Dawson
62. Syzygium apiarii P.S.Ashton
63. Syzygium apodophyllum (F.Muell.) B.Hyland
64. Syzygium apodum Miq.
65. Syzygium apoense (Elmer) Merr.
66. Syzygium aqueum (Burm.f.) Alston
67. Syzygium araiocladum Merr. & L.M.Perry
68. Syzygium arboreum (Baker f.) J.W.Dawson
69. Syzygium arcanum P.S.Ashton
70. Syzygium arcuatinervium (Merr.) Craven & Biffin
71. Syzygium arenitense Craven
72. Syzygium argyrocalyx (Warb.) Merr. & L.M.Perry
73. Syzygium argyropedicum B.Hyland
74. Syzygium armstrongii (Benth.) B.Hyland
75. Syzygium aromaticum (L.) Merr. & L.M.Perry
76. Syzygium assamicum (Biswas & Purkay.) Raizada
77. Syzygium assimile Thwaites
78. Syzygium astronioides (C.B.Rob.) Merr.
79. Syzygium attenuatum (Miq.) Merr. & L.M.Perry
80. Syzygium attopeuense (Gagnep.) Merr. & L.M.Perry
81. Syzygium aurantiacum (H.Perrier) Labat & Schatz
82. Syzygium auriculatum Brongn. & Gris
83. Syzygium australe (J.C.Wendl. ex Link) B.Hyland
84. Syzygium austrocaledonicum (Seem.) Guillaumin
85. Syzygium austrosinense (Merr. & L.M.Perry) H.T.Chang & R.H.Miao
86. Syzygium austroyunnanense H.T.Chang & R.H.Miao
87. Syzygium avene Miq.
88. Syzygium badescens P.S.Ashton
89. Syzygium badium Merr. & L.M.Perry
90. Syzygium baeuerlenii (F.Muell.) Craven & Biffin
91. Syzygium bakoense P.S.Ashton
92. Syzygium baladense (Brongn. & Gris) J.W.Dawson
93. Syzygium balansae (Guillaumin) J.W.Dawson
94. Syzygium balerense (C.B.Rob.) Merr.
95. Syzygium balfourii (Baker) J.Guého & A.J.Scott
96. Syzygium balgooyi Brambach, Byng & Culmsee
97. Syzygium balsameum (Wight) Wall. ex Walp.
98. Syzygium bamagense B.Hyland
99. Syzygium bankense (Hassk.) Merr. & L.M.Perry
100. Syzygium banksii (Britten & S.Moore) B.Hyland
101. Syzygium baramense (Merr.) Merr. & L.M.Perry
102. Syzygium barnesii (Merr.) Merr.
103. Syzygium barotsense (F.White) Byng & Christenh.
104. Syzygium barringtonioides (Ridl.) Masam.
105. Syzygium bartonii (F.M.Bailey) Merr. & L.M.Perry
106. Syzygium bataanense (Merr.) Merr.
107. Syzygium batadamba Kosterm.
108. Syzygium baudouinii (Brongn. & Gris) N.Snow, Byng & J.W.Dawson
109. Syzygium beccarii (Ridl.) Merr. & L.M.Perry
110. Syzygium beddomei (Duthie) Chithra
111. Syzygium bengkulense Widodo
112. Syzygium benguellense (Welw. ex Hiern) Engl.
113. Syzygium benguetense (C.B.Rob.) Merr.
114. Syzygium benjaminum Diels
115. Syzygium bernardoi (Merr.) Merr.
116. Syzygium bernieri (Baill. ex Drake) Labat & Schatz
117. Syzygium bharathii Ramas.
118. Syzygium bicolor Merr. & L.M.Perry
119. Syzygium bicostatum P.S.Ashton
120. Syzygium bijouxii J.Guého & A.J.Scott
121. Syzygium biniflorum (Ridl.) P.S.Ashton
122. Syzygium bisulcum (Miq.) Widodo
123. Syzygium blancoi (Merr.) Merr.
124. Syzygium bleeseri (O.Schwarz) Byng & Christenh.
125. Syzygium blumei (Steud.) Merr. & L.M.Perry
126. Syzygium boerlagei (Merr.) Govaerts
127. Syzygium boisianum (Gagnep.) Merr. & L.M.Perry
128. Syzygium bokorense W.K.Soh & J.Parn.
129. Syzygium boonjee B.Hyland
130. Syzygium borbonicum J.Guého & A.J.Scott
131. Syzygium bordenii (Merr.) Merr.
132. Syzygium borneense (Miq.) Miq.
133. Syzygium boulindaense J.W.Dawson
134. Syzygium bourdillonii (Gamble) Rathakr. & N.C.Nair
135. Syzygium bournei Murugan & Arum.
136. Syzygium brachyanthelium Diels
137. Syzygium brachybotryum Miq.
138. Syzygium brachycalyx (Baker f.) J.W.Dawson
139. Syzygium brachypodum Merr. & L.M.Perry
140. Syzygium brachyrachis Merr. & L.M.Perry
141. Syzygium brachythyrsum Merr. & L.M.Perry
142. Syzygium brachyurum Merr.
143. Syzygium brackenridgei (A.Gray) Müll.Berol.
144. Syzygium bracteosum Merr. & L.M.Perry
145. Syzygium branderhorstii Lauterb.
146. Syzygium brassii Merr. & L.M.Perry
147. Syzygium brazzavillense Aubrév. & Pellegr.
148. Syzygium brevicymum (Diels) Merr. & L.M.Perry
149. Syzygium brevifolium (A.Gray) Müll.Berol.
150. Syzygium brevioperculatum J.W.Dawson
151. Syzygium brevipaniculatum (Merr.) Merr.
152. Syzygium brevipes (Brongn. & Gris) J.W.Dawson
153. Syzygium brittonianum (C.B.Rob.) Merr.
154. Syzygium brongniartii (Merr. & L.M.Perry) J.W.Dawson
155. Syzygium brousmichei Govaerts
156. Syzygium bruynii (Diels) Merr. & L.M.Perry
157. Syzygium bubengense C.Chen
158. Syzygium buettnerianum (K.Schum.) Nied.
159. Syzygium bujangii P.S.Ashton
160. Syzygium bullatum (Brongn. & Gris) N.Snow & Byng
161. Syzygium bullockii (Hance) Merr. & L.M.Perry
162. Syzygium bungadinnia (F.M.Bailey) B.Hyland
163. Syzygium burepense T.G.Hartley & L.M.Perry
164. Syzygium burkillianum (King) I.M.Turner
165. Syzygium busuense T.G.Hartley & L.M.Perry
166. Syzygium buxifolioideum H.T.Chang & R.H.Miao
167. Syzygium buxifolium Hook. & Arn.
168. Syzygium cacuminis (Craib) Chantar. & J.Parn.
169. Syzygium cadetii Byng & Christenh.
170. Syzygium cagayanense (Merr.) Merr.
171. Syzygium calcicola (Merr.) Merr.
172. Syzygium calleryanum (C.B.Rob.) Merr.
173. Syzygium callianthum Merr. & L.M.Perry
174. Syzygium calophyllifolium (Wight) Walp.
175. Syzygium calubcob (C.B.Rob.) Merr.
176. Syzygium calyptrocalyx P.S.Ashton
177. Syzygium cameronum I.M.Turner
178. Syzygium camptodromum Merr. & L.M.Perry
179. Syzygium camptophyllum (M.R.Hend.) I.M.Turner
180. Syzygium candelabriforme (C.B.Rob.) Merr.
181. Syzygium canicortex B.Hyland
182. Syzygium capillaceum (Brongn. & Gris) J.W.Dawson
183. Syzygium capitatum (Merr.) Merr. & L.M.Perry
184. Syzygium capituliferum Merr. & L.M.Perry
185. Syzygium capoasense (Merr.) Merr.
186. Syzygium cardiophyllum (Merr.) Merr.
187. Syzygium caroli Diels
188. Syzygium carolinense (Koidz.) Hosok.
189. Syzygium carrii T.G.Hartley & L.M.Perry
190. Syzygium cartilagineum Merr. & L.M.Perry
191. Syzygium caryophyllatum (L.) Alston
192. Syzygium caryophylliflorum (Ridl.) Merr. & L.M.Perry
193. Syzygium caryophylloides (Lauterb.) Merr. & L.M.Perry
194. Syzygium casiguranense (Quisumb.) Merr.
195. Syzygium castaneum (Merr.) Merr. & L.M.Perry
196. Syzygium caudatilimbum (Merr.) Merr. & L.M.Perry
197. Syzygium caudatum (Merr.) Airy Shaw
198. Syzygium cauliflorum T.G.Hartley & L.M.Perry
199. Syzygium cavitense Merr.
200. Syzygium celebicum (Blume) Widodo
201. Syzygium cephalophorum (Ridl.) Merr. & L.M.Perry
202. Syzygium cerasiforme (Blume) Merr. & L.M.Perry
203. Syzygium chaii P.S.Ashton
204. Syzygium chamaebuxus Diels
205. Syzygium championii (Benth.) Merr. & L.M.Perry
206. Syzygium chanelii Tuiwawa & Craven
207. Syzygium chantaranothaianum W.K.Soh & J.Parn.
208. Syzygium chavaran (Bourd.) Gamble
209. Syzygium chimanimaniense Byng
210. Syzygium chloranthum (Duthie) Merr. & L.M.Perry
211. Syzygium chloroleucum (King) Masam.
212. Syzygium christmannii Merr. & L.M.Perry
213. Syzygium christophersenii Whistler
214. Syzygium chunianum Merr. & L.M.Perry
215. Syzygium ciliatosetosum (Merr.) Merr.
216. Syzygium cinctum Merr. & L.M.Perry
217. Syzygium cinnamomeum (Vidal) Merr.
218. Syzygium cladopterum (Diels) Merr. & L.M.Perry
219. Syzygium clavellatum (Merr.) Merr.
220. Syzygium claviflorum (Roxb.) Wall. ex A.M.Cowan & Cowan
221. Syzygium cleistocalyx (Merr.) P.S.Ashton
222. Syzygium clementis (C.B.Rob.) Merr.
223. Syzygium cleyerifolium (Yatabe) Makino
224. Syzygium clusiifolium (A.Gray) Müll.Berol.
225. Syzygium clypeolatum (Ridl.) I.M.Turner
226. Syzygium coalitum (Greves) T.G.Hartley & L.M.Perry
227. Syzygium coarctatum (Blume) Byng, N.Snow & Peter G.Wilson
228. Syzygium coccineum J.W.Dawson
229. Syzygium combretiflorum (Diels) Merr. & L.M.Perry
230. Syzygium commersonii J.Guého & A.J.Scott
231. Syzygium comorense Byng & N.Snow
232. Syzygium comosum Widodo
233. Syzygium conceptionis Guillaumin
234. Syzygium concinnum (A.C.Sm.) Craven & Biffin
235. Syzygium condensatum (Baker) Labat & Schatz
236. Syzygium confertiflorum (A.Gray) Müll.Berol.
237. Syzygium confertum (Korth.) Merr. & L.M.Perry
238. Syzygium confusum (Blume) Bakh.f.
239. Syzygium congestiflorum H.T.Chang & R.H.Miao
240. Syzygium congestum (Merr.) Merr.
241. Syzygium conglobatum Merr.
242. Syzygium conglomeratum (Duthie) I.M.Turner
243. Syzygium congolense Vermoesen
244. Syzygium conicum Korth.
245. Syzygium consanguineum (Merr.) Merr.
246. Syzygium consimile Merr.
247. Syzygium conspersipunctatum (Merr. & L.M.Perry) Craven & Biffin
248. Syzygium contiguum Brambach, Byng & Culmsee
249. Syzygium contractum (Poir.) J.Guého & A.J.Scott
250. Syzygium copelandii (C.B.Rob.) Merr.
251. Syzygium cordatilimbum (Merr.) Merr.
252. Syzygium cordatum Hochst. ex Krauss
253. Syzygium cordemoyi J.Bosser & Cadet
254. Syzygium cordifoliatum (Ridl.) I.M.Turner
255. Syzygium cordifolium (Wight) Walp.
256. Syzygium coriaceum Bosser & J.Guého
257. Syzygium cormiflorum (F.Muell.) B.Hyland
258. Syzygium corneri Byng & Christenh.
259. Syzygium cornifolium (Blume) Merr. & L.M.Perry
260. Syzygium cornuflorum P.S.Ashton
261. Syzygium corticopapyraceum (Elmer) Merr.
262. Syzygium corticosum (Lour.) Merr. & L.M.Perry
263. Syzygium corymbosum (Blume) DC.
264. Syzygium corynanthum (F.Muell.) L.A.S.Johnson
265. Syzygium corynocarpum (A.Gray) Müll.Berol.
266. Syzygium costulatum (C.B.Rob.) Merr.
267. Syzygium courtallense (Gamble) Alston
268. Syzygium craibii Chantar. & J.Parn.
269. Syzygium crassibracteatum (Merr.) Merr.
270. Syzygium crassiflorum Merr. & L.M.Perry
271. Syzygium crassilimbum (Merr.) Merr.
272. Syzygium crassipes (C.B.Rob.) Merr.
273. Syzygium crassissimum (Merr.) Merr.
274. Syzygium cratermontensis W.N.Takeuchi
275. Syzygium cravenii B.J.Conn & Damas
276. Syzygium creaghii (Ridl.) Merr. & L.M.Perry
277. Syzygium crebrinerve (C.T.White) L.A.S.Johnson
278. Syzygium cruriflorum Diels
279. Syzygium crypteronioides P.S.Ashton
280. Syzygium cucphuongense W.K.Soh & J.Parn.
281. Syzygium cumini (L.) Skeels
282. Syzygium cuneatum (Blume) Masam.
283. Syzygium cuneifolium (Baker) Byng, N.Snow & Phillipson
284. Syzygium cuneiforme Merr. & L.M.Perry
285. Syzygium curranii (C.B.Rob.) Merr.
286. Syzygium curtiflorum (Elmer) Merr.
287. Syzygium curtisii (King) Merr. & L.M.Perry
288. Syzygium curvistylum (Gillespie) Merr. & L.M.Perry
289. Syzygium cuttingii Merr. & L.M.Perry
290. Syzygium cyanophyllum (P.C.Kanjilal & D.Das) Raizada
291. Syzygium cylindricum (Wight) Alston
292. Syzygium cymosum (Lam.) DC.
293. Syzygium cyrtophylloides (Ridl.) I.M.Turner
294. Syzygium danguyanum (H.Perrier) Labat & Schatz
295. Syzygium dansiei B.Hyland
296. Syzygium daphne (Ridl.) Merr. & L.M.Perry
297. Syzygium dasyphyllum Merr. & L.M.Perry
298. Syzygium davaoense (Elmer) Merr.
299. Syzygium dawsonianum N.Snow, S.L.Young & Callm.
300. Syzygium dealbatum (Burkill) A.C.Sm.
301. Syzygium decipiens (Koord. & Valeton) Merr. & L.M.Perry
302. Syzygium decoriflorum (Diels) Merr. & L.M.Perry
303. Syzygium decussatum (A.C.Sm.) Biffin & Craven
304. Syzygium delicatulum Merr. & L.M.Perry
305. Syzygium dempoense (Greves) Govaerts
306. Syzygium densiflorum Wall. ex Wight & Arn.
307. Syzygium densinervium (Merr.) Merr.
308. Syzygium deplanchei (Guillaumin) J.W.Dawson
309. Syzygium devogelii Brambach, Byng & Culmsee
310. Syzygium dictyoneurum Diels
311. Syzygium dielsianum Merr. & L.M.Perry
312. Syzygium diffusiflorum Merr.
313. Syzygium diffusum (Turrill) Merr. & L.M.Perry
314. Syzygium diospyrifolium (Wall. ex Duthie) S.N.Mitra
315. Syzygium discophorum (Koord. & Valeton) Amshoff
316. Syzygium dispansum (Ridl.) Craven & Biffin
317. Syzygium divaricatum (Merr. & L.M.Perry) Craven & Biffin
318. Syzygium dolichophyllum (K.Schum. & Lauterb.) Merr. & L.M.Perry
319. Syzygium dolichorhynchum Diels
320. Syzygium dolichostylum (Diels) Merr. & L.M.Perry
321. Syzygium dubium (L.M.Perry) A.C.Sm.
322. Syzygium duplomarginatum (Greves) Merr. & L.M.Perry
323. Syzygium dupontii (Baker) Govaerts
324. Syzygium durifolium Merr. & L.M.Perry
325. Syzygium durum (Merr.) Merr.
326. Syzygium duthieanum (King) Masam.
327. Syzygium dyerianum (King) Chantar. & J.Parn.
328. Syzygium ebaloii Merr.
329. Syzygium ecostulatum (Elmer) Merr.
330. Syzygium effusum (A.Gray) Müll.Berol.
331. Syzygium elegans (Brongn. & Gris) J.W.Dawson
332. Syzygium elephantinum Tagane
333. Syzygium elliptifolium (Merr.) Merr.
334. Syzygium elliptilimbum (Merr.) Merr. & L.M.Perry
335. Syzygium elopurae (Ridl.) Merr. & L.M.Perry
336. Syzygium emirnense (Baker) Labat & Schatz
337. Syzygium endophloium B.Hyland
338. Syzygium erythranthum Merr. & L.M.Perry
339. Syzygium erythrocalyx (C.T.White) B.Hyland
340. Syzygium erythrodoxum (S.Moore) B.Hyland
341. Syzygium erythropetalum T.G.Hartley & L.M.Perry
342. Syzygium escritorii Merr.
343. Syzygium eucalyptoides (F.Muell.) B.Hyland
344. Syzygium eugeniiforme P.S.Ashton
345. Syzygium eugenioides (F.Muell.) Biffin & Craven
346. Syzygium euonymifolium (F.P.Metcalf) Merr. & L.M.Perry
347. Syzygium euphlebium (Hayata) Mori
348. Syzygium evenulosum Merr. & L.M.Perry
349. Syzygium everettii (C.B.Rob.) Merr.
350. Syzygium eximiiflorum (Diels) Merr. & L.M.Perry
351. Syzygium eymae Brambach, Byng & Culmsee
352. Syzygium faciflorum P.S.Ashton
353. Syzygium fastigiatum (Blume) Merr. & L.M.Perry
354. Syzygium fenicis (C.B.Rob.) Merr.
355. Syzygium fergusonii (Trimen) Gamble
356. Syzygium fibrosum (F.M.Bailey) T.G.Hartley & L.M.Perry
357. Syzygium fijiense L.M.Perry
358. Syzygium filiflorum J.W.Dawson
359. Syzygium filiforme Chantar. & J.Parn.
360. Syzygium filipes Merr.
361. Syzygium finisterrae (Lauterb.) Merr. & L.M.Perry
362. Syzygium fischeri (Merr.) Merr.
363. Syzygium flabellum Tuiwawa & Craven
364. Syzygium flagrimonte P.S.Ashton
365. Syzygium flavescens Merr. & L.M.Perry
366. Syzygium flavidum T.G.Hartley & L.M.Perry
367. Syzygium floribundum F.Muell.
368. Syzygium flosculiferum (M.R.Hend.) Sreek.
369. Syzygium fluviatile (Hemsl.) Merr. & L.M.Perry
370. Syzygium fluvicola (T.G.Hartley & Craven) Craven & Biffin
371. Syzygium formosanum (Hayata) Mori
372. Syzygium formosum (Wall.) Mason
373. Syzygium forrestii Merr. & L.M.Perry
374. Syzygium forte (F.Muell.) B.Hyland
375. Syzygium fossiramulosum P.S.Ashton
376. Syzygium foxworthianum (Ridl.) Merr. & L.M.Perry
377. Syzygium foxworthyi (Elmer) Merr.
378. Syzygium francii (Guillaumin) N.Snow, Byng & Munzinger
379. Syzygium francisii (F.M.Bailey) L.A.S.Johnson
380. Syzygium fraserense Byng & Christenh.
381. Syzygium fraternum Miq.
382. Syzygium fratris Craven
383. Syzygium frutescens Brongn. & Gris
384. Syzygium fullagarii (F.Muell.) Craven
385. Syzygium fulvotomentosum P.S.Ashton
386. Syzygium furfuraceum Merr. & L.M.Perry
387. Syzygium fuscescens (Craib) Chantar. & J.Parn.
388. Syzygium fusticuliferum (Ridl.) Merr. & L.M.Perry
389. Syzygium gageanum (King) I.M.Turner
390. Syzygium galanthum Brambach, Byng & Culmsee
391. Syzygium ganophyllum Diels
392. Syzygium garciae (Merr.) Merr.
393. Syzygium garcinifolioides (M.R.Hend.) Byng & Christenh.
394. Syzygium garciniifolium (King) Merr. & L.M.Perry
395. Syzygium garcinioides (Ridl.) Merr. & L.M.Perry
396. Syzygium gardneri Thwaites
397. Syzygium gaultherioides (Ridl.) Merr. & L.M.Perry
398. Syzygium georgeae P.S.Ashton
399. Syzygium germainii Amshoff
400. Syzygium gerrardii (Harv. ex Hook.f.) Burtt Davy
401. Syzygium gigantifolium (Merr.) Merr.
402. Syzygium gillespiei Merr. & L.M.Perry
403. Syzygium gilletii De Wild.
404. Syzygium giorgii De Wild.
405. Syzygium gitingense (Elmer) Merr.
406. Syzygium gjellerupii Lauterb.
407. Syzygium glabratum (DC.) Veldkamp
408. Syzygium gladiatum (Ridl.) Merr. & L.M.Perry
409. Syzygium glanduligerum (Ridl.) Merr. & L.M.Perry
410. Syzygium glaucissimum (Haines) Rathakr. & N.C.Nair
411. Syzygium glaucum (King) Chantar. & J.Parn.
412. Syzygium glenum Craven
413. Syzygium globiflorum (Craib) Chantar. & J.Parn.
414. Syzygium globosum (Elmer) Merr.
415. Syzygium glomeratum (Lam.) DC.
416. Syzygium glomerulatum (Gagnep.) Merr. & L.M.Perry
417. Syzygium glomeruliferum Amshoff
418. Syzygium gonatanthum (Diels) Merr. & L.M.Perry
419. Syzygium goniocalyx (Lauterb.) Merr. & L.M.Perry
420. Syzygium goniopterum (Diels) Merr. & L.M.Perry
421. Syzygium gonshanense P.Y.Bai
422. Syzygium goodenovii (King) Masam.
423. Syzygium gracilipaniculum P.S.Ashton
424. Syzygium gracilipes (A.Gray) Merr. & L.M.Perry
425. Syzygium graeffei Whistler
426. Syzygium graeme-andersoniae (Ridl.) I.M.Turner
427. Syzygium grande (Wight) Walp.
428. Syzygium graveolens (F.M.Bailey) Craven & Biffin
429. Syzygium grayi (Seem.) Merr. & L.M.Perry
430. Syzygium grevesianum Merr. & L.M.Perry
431. Syzygium griffithii (Duthie) Merr. & L.M.Perry
432. Syzygium grijsii (Hance) Merr. & L.M.Perry
433. Syzygium griseum (C.B.Rob.) Airy Shaw
434. Syzygium guangxiense H.T.Chang & R.H.Miao
435. Syzygium guehoi Bosser & Florens
436. Syzygium guillauminii J.W.Dawson
437. Syzygium guineense (Willd.) DC.
438. Syzygium gununganum Byng & Christenh.
439. Syzygium gustavioides (F.M.Bailey) B.Hyland
440. Syzygium gyrostemoneum Diels
441. Syzygium hainanense H.T.Chang & R.H.Miao
442. Syzygium halophilum (Merr.) Masam.
443. Syzygium hancei Merr. & L.M.Perry
444. Syzygium handelii Merr. & L.M.Perry
445. Syzygium haniffii (M.R.Hend.) I.M.Turner
446. Syzygium harmandii (Gagnep.) Merr. & L.M.Perry
447. Syzygium havilandii (Merr.) Merr. & L.M.Perry
448. Syzygium hebephyllum Melville
449. Syzygium hedraiophyllum (F.Muell.) Craven & Biffin
450. Syzygium helferi (Duthie) Chantar. & J.Parn.
451. Syzygium heloanthum Diels
452. Syzygium hemilamprum (F.Muell.) Craven & Biffin
453. Syzygium hemisphericum (Wight) Alston
454. Syzygium hemsleyanum (King) Chantar. & J.Parn.
455. Syzygium hendersonii Merr.
456. Syzygium heterobotrys Merr. & L.M.Perry
457. Syzygium hirtum (Korth.) Merr. & L.M.Perry
458. Syzygium hodgkinsoniae (F.Muell.) L.A.S.Johnson
459. Syzygium holttumii (Ridl.) Byng & Christenh.
460. Syzygium homichlophilum Diels
461. Syzygium honbaense Tagane, V.S.Dang & Yahara
462. Syzygium hookeri M.V.Ramana, Chorghe & Venu
463. Syzygium horsfieldii (Miq.) Widodo
464. Syzygium hoseanum (King) Merr. & L.M.Perry
465. Syzygium houttuynii Merr. & L.M.Perry
466. Syzygium houttuyniifolia P.S.Ashton
467. Syzygium howii Merr. & L.M.Perry
468. Syzygium hughcumingii Merr.
469. Syzygium huillense (Hiern) Engl.
470. Syzygium hullettianum (King) Chantar. & J.Parn.
471. Syzygium humbertii Byng
472. Syzygium humblotii Labat & Schatz
473. Syzygium hutchinsonii (C.B.Robinson) Merr.
474. Syzygium hylochare (Diels) Merr. & L.M.Perry
475. Syzygium hylophilum (K.Schum. & Lauterb.) Merr. & L.M.Perry
476. Syzygium hypsipetes Airy Shaw
477. Syzygium idrisii P.S.Ashton
478. Syzygium ignambiense (Baker f.) N.Snow & Byng
479. Syzygium iliasii P.S.Ashton
480. Syzygium ilocanum (Merr.) Merr.
481. Syzygium imitans Merr. & L.M.Perry
482. Syzygium imperiale P.S.Ashton
483. Syzygium impressum N.H.Xia, Y.F.Deng & K.L.Yip
484. Syzygium inasense (King) I.M.Turner
485. Syzygium incarnatum (Elmer) Merr. & L.M.Perry
486. Syzygium incrassatum (Elmer) Merr.
487. Syzygium infrarubiginosum H.T.Chang & R.H.Miao
488. Syzygium ingens (F.Muell. ex C.Moore) Craven & Biffin
489. Syzygium inophylloides (A.Gray) Müll.Berol.
490. Syzygium inophyllum DC.
491. Syzygium inopinatum Amshoff
492. Syzygium insulare T.G.Hartley & L.M.Perry
493. Syzygium × intermedium Engl. & Brehmer
494. Syzygium intumescens (C.B.Rob.) Merr.
495. Syzygium isabelense (Quisumb.) Merr.
496. Syzygium iteophyllum Diels
497. Syzygium iwahigense (Elmer) Merr.
498. Syzygium ixoroides Chantar. & J.Parn.
499. Syzygium jaffrei J.W.Dawson
500. Syzygium jaherii Merr. & L.M.Perry
501. Syzygium jainii Harid. & R.R.Rao
502. Syzygium jambos (L.) Alston
503. Syzygium jasminifolium (Ridl.) Chantar. & J.Parn.
504. Syzygium jienfunicum H.T.Chang & R.H.Miao
505. Syzygium jiewhoei Hambali, Sunarti & Y.W.Low
506. Syzygium johnsonii (F.Muell.) B.Hyland
507. Syzygium jugorum (Craib) Byng & Christenh.
508. Syzygium kabaense (Greves) Govaerts
509. Syzygium kajewskii Guillaumin
510. Syzygium kalahiense Korth.
511. Syzygium kanarense (Talbot) Raizada
512. Syzygium kanneliyensis Kosterm.
513. Syzygium karimatense Merr. & L.M.Perry
514. Syzygium kemamanense (M.R.Hend.) I.M.Turner
515. Syzygium keroanthum (Diels) Merr. & L.M.Perry
516. Syzygium kerrii Chantar. & J.Parn.
517. Syzygium kerstingii Engl.
518. Syzygium ketambense Widodo
519. Syzygium keysseri (Schltr. ex Diels) Merr. & L.M.Perry
520. Syzygium khaoyaiense (Chantar. & J.Parn.) Craven & Biffin
521. Syzygium khasianum (Duthie) N.P.Balakr.
522. Syzygium khoonmengianum P.S.Ashton
523. Syzygium kiahii (M.R.Hend.) I.M.Turner
524. Syzygium kiauense (Merr.) Merr. & L.M.Perry
525. Syzygium kietanum Rech.
526. Syzygium kinabaluense (Stapf) Merr. & L.M.Perry
527. Syzygium kipidamasii W.N.Takeuchi
528. Syzygium klampok (Miq.) Amshoff
529. Syzygium klossii (Ridl.) Masam.
530. Syzygium koghianum Petitm. & Bonati
531. Syzygium koniamboense J.W.Dawson
532. Syzygium koordersianum (King) I.M.Turner
533. Syzygium korthalsianum (Miq.) Miq.
534. Syzygium korthalsii Widodo
535. Syzygium koumacense J.W.Dawson
536. Syzygium kriegeri (Guillaumin) J.W.Dawson
537. Syzygium kudatense P.S.Ashton
538. Syzygium kuebiniense J.W.Dawson
539. Syzygium kuiense B.J.Conn & Damas
540. Syzygium kunstleri (King) Bahadur & R.C.Gaur
541. Syzygium kuranda (F.M.Bailey) B.Hyland
542. Syzygium kurzii (Duthie) N.P.Balakr.
543. Syzygium kusukusuense (Hayata) Mori
544. Syzygium kwangtungense (Merr.) Merr.
545. Syzygium lababiense B.J.Conn & Damas
546. Syzygium labatii Byng & N.Snow
547. Syzygium lacustre (C.B.Rob.) Merr.
548. Syzygium laetum (Buch.-Ham.) Gandhi
549. Syzygium lagerstmemioides Merr. & L.M.Perry
550. Syzygium lakshmananii Murugan & Arum.
551. Syzygium lakshnakarae Chantar. & J.Parn.
552. Syzygium lambirense P.S.Ashton
553. Syzygium lamii Merr. & L.M.Perry
554. Syzygium lamprophyllum Diels
555. Syzygium lanceolarium (Roxb.) N.P.Balakr.
556. Syzygium lanceolatum (Lam.) Wight & Arn.
557. Syzygium lancilimbum (Merr.) Merr.
558. Syzygium laqueatum Merr. & L.M.Perry
559. Syzygium lasianthifolium H.T.Chang & R.H.Miao
560. Syzygium lateriflorum Brongn. & Gris
561. Syzygium latifolium (Poir.) DC.
562. Syzygium laurifolium (DC.) N.P.Balakr.
563. Syzygium laxeracemosum (Guillaumin) J.W.Dawson
564. Syzygium laxiflorum (Blume) DC.
565. Syzygium lecardii Guillaumin
566. Syzygium legatii Burtt Davy & Greenway
567. Syzygium lehuntii (F.M.Bailey) Merr. & L.M.Perry
568. Syzygium lenbrassii Craven & Biffin
569. Syzygium leonhardii (Diels) Merr. & L.M.Perry
570. Syzygium leptoneurum Diels
571. Syzygium leptophlebium Diels
572. Syzygium leptopodium Merr. & L.M.Perry
573. Syzygium leptostemon (Korth.) Merr. & L.M.Perry
574. Syzygium leucanthum L.M.Perry
575. Syzygium leucocladum Merr. & L.M.Perry
576. Syzygium leucoxylon Korth.
577. Syzygium levinei (Merr.) Merr.
578. Syzygium lewisii Alston
579. Syzygium leytense (Elmer) Merr.
580. Syzygium lifuanum Däniker
581. Syzygium linocieroideum (King) I.M.Turner
582. Syzygium littorale (Blume) Amshoff
583. Syzygium littorosum Byng
584. Syzygium llanosii (Merr.) Merr.
585. Syzygium loiseleurioides (Baker) Govaerts
586. Syzygium longifolium (Brongn. & Gris) J.W.Dawson
587. Syzygium longipedicellatum (Merr.) Merr.
588. Syzygium longipes (Diels) Merr. & L.M.Perry
589. Syzygium longipetiolatum Widodo
590. Syzygium longissimum (Merr.) Merr.
591. Syzygium longistylum (Merr.) Merr.
592. Syzygium lorentzianum Lauterb.
593. Syzygium lorofolium Merr.
594. Syzygium ludovicii N.Snow
595. Syzygium luehmannii (F.Muell.) L.A.S.Johnson
596. Syzygium lugubre (H.Perrier) Labat & Schatz
597. Syzygium lunduense (Merr.) Merr. & L.M.Perry
598. Syzygium luteum (C.B.Rob.) Merr.
599. Syzygium luzonense (Merr.) Merr.
600. Syzygium macgregorii (C.B.Rob.) Merr.
601. Syzygium macilwraithianum B.Hyland
602. Syzygium mackinnonianum (B.Hyland) Craven & Biffin
603. Syzygium macranthum Brongn. & Gris
604. Syzygium macrocalyx Merr. & L.M.Perry
605. Syzygium macromyrtus (Koord. & Valeton) Merr. & L.M.Perry
606. Syzygium madangense T.G.Hartley & L.M.Perry
607. Syzygium magnoliifolium (Blume) DC.
608. Syzygium maingayi Chantar. & J.Parn.
609. Syzygium mainitense (Elmer) Merr.
610. Syzygium maire (A.Cunn.) Sykes & Garn.-Jones
611. Syzygium makul Gaertn.
612. Syzygium malabaricum (Bedd.) Gamble
613. Syzygium malaccense (L.) Merr. & L.M.Perry
614. Syzygium malagsam (Elmer) Merr.
615. Syzygium mamillatum Bosser & J.Guého
616. Syzygium mananquil (Blanco) Merr.
617. Syzygium manii (King) N.P.Balakr.
618. Syzygium maraca Craven & Biffin
619. Syzygium marginatum Korth.
620. Syzygium martelinoi (Merr.) Merr.
621. Syzygium masukuense (Baker) R.E.Fr.
622. Syzygium mauritianum J.Guého & A.J.Scott
623. Syzygium mauritsii Govaerts
624. Syzygium medium (Korth.) Merr. & L.M.Perry
625. Syzygium megalanthum (C.B.Rob.) Merr.
626. Syzygium megalospermum (K.Schum. & Lauterb.) Merr. & L.M.Perry
627. Syzygium megistophyllum Merr. & L.M.Perry
628. Syzygium melanophilum H.T.Chang & R.H.Miao
629. Syzygium melanostictum (Miq.) Craven & Biffin
630. Syzygium melastomifolium (Blume) Veldkamp
631. Syzygium melliodorum (C.B.Rob.) Merr.
632. Syzygium meorianum J.W.Dawson
633. Syzygium merokense (Greves) Merr. & L.M.Perry
634. Syzygium merrittianum (C.B.Rob.) Merr.
635. Syzygium micans Brongn. & Gris
636. Syzygium micklethwaitii Verdc.
637. Syzygium micrandrum (Ridl.) Merr. & L.M.Perry
638. Syzygium micranthum Thwaites
639. Syzygium microcymum (Koord. & Valeton) Amshoff
640. Syzygium microphyllum Gamble
641. Syzygium micropodum (Baker) Labat & Schatz
642. Syzygium millsii (M.R.Hend.) I.M.Turner
643. Syzygium mimicum (Merr.) Merr.
644. Syzygium mindorense (C.B.Rob.) Masam.
645. Syzygium minimum (Blume) Airy Shaw
646. Syzygium minus A.C.Sm.
647. Syzygium minutiflorum Miq.
648. Syzygium minutuliflorum (F.Muell.) B.Hyland
649. Syzygium mirabile (Merr.) Merr.
650. Syzygium mirandae (Merr.) Merr.
651. Syzygium mishmiense Chatterjee
652. Syzygium monetarium (Ridl.) Merr. & L.M.Perry
653. Syzygium monimioides Craven
654. Syzygium monospermum Craven
655. Syzygium monticola Merr. & L.M.Perry
656. Syzygium montis-adam Kosterm.
657. Syzygium moorei (F.Muell.) L.A.S.Johnson
658. Syzygium mortonianum Byng
659. Syzygium mouanum Guillaumin
660. Syzygium moultonii (Merr.) Merr. & L.M.Perry
661. Syzygium muelleri (Miq.) Miq.
662. Syzygium mulgraveanum (B.Hyland) Craven & Biffin
663. Syzygium multibracteolatum (Merr.) Merr. & L.M.Perry
664. Syzygium multiglandulosum Merr. & L.M.Perry
665. Syzygium multinerve (C.B.Rob.) Merr.
666. Syzygium multipetalum Pancher ex Brongn. & Gris
667. Syzygium multipuncticulatum Merr.
668. Syzygium mundagam (Bourd.) Chithra
669. Syzygium munnarense Shareef, P.E.Roy & Krishnaraj
670. Syzygium munroi (Wight) Chandrab.
671. Syzygium myhendrae (Bedd. ex Brandis) Gamble
672. Syzygium myriadenum Merr. & L.M.Perry
673. Syzygium myrianthum (King) I.M.Turner
674. Syzygium myrsinifolium (Hance) Merr. & L.M.Perry
675. Syzygium myrtifolium Walp.
676. Syzygium myrtilloides Merr. & L.M.Perry
677. Syzygium myrtillus (Stapf) Merr. & L.M.Perry
678. Syzygium myrtoides (A.Gray) R.Schmid
679. Syzygium naiadum (Diels) Merr. & L.M.Perry
680. Syzygium namosialangense Widodo & E.Lucas
681. Syzygium nandarivatense (Gillespie) L.M.Perry
682. Syzygium nanpingense Y.Y.Qian
683. Syzygium nanum J.W.Dawson
684. Syzygium napiforme (Koord. & Valeton) Merr. & L.M.Perry
685. Syzygium neesianum Arn.
686. Syzygium nemorale Merr. & L.M.Perry
687. Syzygium neocaledonicum (Seem.) J.W.Dawson
688. Syzygium neoeugenioides N.Snow, Byng & J.W.Dawson
689. Syzygium neolaurifolium N.Snow & Byng
690. Syzygium neriifolium Becc. ex Merr. & L.M.Perry
691. Syzygium nervosum A.Cunn. ex DC.
692. Syzygium neurocalyx (A.Gray) Christoph.
693. Syzygium neurophyllum N.Snow
694. Syzygium ngadimanianum (M.R.Hend.) I.M.Turner
695. Syzygium ngoyense (Schltr.) Guillaumin
696. Syzygium niassense Byng & J.E.Burrows
697. Syzygium nicobaricum (King) Rathakr. & N.C.Nair
698. Syzygium nidie Guillaumin
699. Syzygium nigrans (Gagnep.) Craven & Biffin
700. Syzygium nigricans (King) Merr. & L.M.Perry
701. Syzygium nigropunctatum Merr. & L.M.Perry
702. Syzygium nitens J.W.Dawson
703. Syzygium nitidulum (Ridl.) I.M.Turner
704. Syzygium nitidum Benth.
705. Syzygium nitrasirirakii Chantar. & J.Parn.
706. Syzygium nomoa Guillaumin
707. Syzygium normanbiensc T.G.Hartley & L.M.Perry
708. Syzygium novoguineense Merr. & L.M.Perry
709. Syzygium nummularium Airy Shaw
710. Syzygium nutans Merr. & L.M.Perry
711. Syzygium oblanceolatum (C.B.Rob.) Merr.
712. Syzygium oblancilimbum H.T.Chang & R.H.Miao
713. Syzygium oblatum (Roxb.) Wall. ex A.M.Cowan & Cowan
714. Syzygium obliquinervium (Elmer) Merr.
715. Syzygium oblongifolium (Gillespie) Merr. & L.M.Perry
716. Syzygium occidentale (Bourd.) Gandhi
717. Syzygium occlusum Miq.
718. Syzygium odoardoi Merr. & L.M.Perry
719. Syzygium odoratum (Lour.) DC.
720. Syzygium oleosum (F.Muell.) B.Hyland
721. Syzygium oligadelphum (Christoph.) Merr. & L.M.Perry
722. Syzygium oliganthum Thwaites
723. Syzygium oligomyrum Diels
724. Syzygium onesimum Merr. & L.M.Perry
725. Syzygium onivense (H.Perrier) Labat & Schatz
726. Syzygium oreophilum I.M.Turner
727. Syzygium orites (Ridl.) I.M.Turner
728. Syzygium orthoneurum Diels
729. Syzygium ovale Korth.
730. Syzygium ovalifolium (Blume) Merr. & L.M.Perry
731. Syzygium owariense (P.Beauv.) Benth.
732. Syzygium oxyphyllum Diels
733. Syzygium pachyanthum (Diels) Merr. & L.M.Perry
734. Syzygium pachycladum (K.Schum. & Lauterb.) Merr. & L.M.Perry
735. Syzygium pachyphyllum (Kurz) Merr. & L.M.Perry
736. Syzygium pachyrrachis Amshoff
737. Syzygium pachysarcum (Gagnep.) Merr. & L.M.Perry
738. Syzygium pachysepalum Merr. & L.M.Perry
739. Syzygium padangense Widodo & E.Lucas
740. Syzygium pahangense (Ridl.) I.M.Turner
741. Syzygium palauense (Kaneh.) Hosok.
742. Syzygium palawanense (C.B.Rob.) Merr. & L.M.Perry
743. Syzygium palghatense Gamble
744. Syzygium pallens Merr. & L.M.Perry
745. Syzygium pallidilimbum Merr. & L.M.Perry
746. Syzygium pallidulum (Ridl.) I.M.Turner
747. Syzygium pallidum Merr.
748. Syzygium palodense Shareef, E.S.S.Kumar & Shaju
749. Syzygium paludosum P.S.Ashton
750. Syzygium panayense (Merr.) Merr.
751. Syzygium pancheri Brongn. & Gris
752. Syzygium panduriforme (Elmer) Merr.
753. Syzygium paniculatum Gaertn.
754. Syzygium paniense (Baker f.) J.W.Dawson
755. Syzygium panzeri Merr. & L.M.Perry
756. Syzygium papillosum (Duthie) Merr. & L.M.Perry
757. Syzygium papyraceum B.Hyland
758. Syzygium paradoxum (Merr.) Masam.
759. Syzygium paraiense Merr. & L.M.Perry
760. Syzygium parameswaranii M.Mohanan & A.N.Henry
761. Syzygium parkeri (Baker) Labat & Schatz
762. Syzygium parnellii Byng & Christenh.
763. Syzygium parvicarpum J.W.Dawson
764. Syzygium parvifolium (Engl.) Mildbr.
765. Syzygium parvulum Mildbr. ex Amshoff
766. Syzygium pascasioii (Merr.) Merr.
767. Syzygium patens Korth.
768. Syzygium patentinerve Christoph.
769. Syzygium patentinervium (P.S.Ashton) Byng & Christenh.
770. Syzygium paucinervium (Chantar. & J.Parn.) Byng & Christenh.
771. Syzygium paucipunctatum (Koord. & Valeton) Merr. & L.M.Perry
772. Syzygium paucivenium (C.B.Rob.) Merr.
773. Syzygium pauper (Ridl.) I.M.Turner
774. Syzygium peekelii Diels
775. Syzygium pellucidum (Duthie) N.P.Balakr.
776. Syzygium penasii (Merr.) Merr.
777. Syzygium pendens (Duthie) I.M.Turner
778. Syzygium pendulinum J.W.Dawson
779. Syzygium penibukanense Merr. & L.M.Perry
780. Syzygium pennelii (Guillaumin) J.W.Dawson
781. Syzygium peregrinum (Blume) Merr. & L.M.Perry
782. Syzygium perforatum (Miq.) Widodo
783. Syzygium pergamaceum (Greves) Merr. & L.M.Perry
784. Syzygium pergamentaceum (King) Chantar. & J.Parn.
785. Syzygium periyarensis Augustine & Sasidh.
786. Syzygium perryae I.M.Turner
787. Syzygium perspicuinervium (Merr.) Masam.
788. Syzygium petakense Merr. & L.M.Perry
789. Syzygium petraeum Diels
790. Syzygium petrinense Bosser & J.Guého
791. Syzygium petrophilum Merr. & L.M.Perry
792. Syzygium phacelanthum (Diels) Merr. & L.M.Perry
793. Syzygium phaeophyllum Merr. & L.M.Perry
794. Syzygium phaeostictum Merr. & L.M.Perry
795. Syzygium phamhoangii Tagane, V.S.Dang & Yahara
796. Syzygium phanerophlebium (C.B.Rob.) Merr.
797. Syzygium phengklaii (Chantar. & J.Parn.) Craven & Biffin
798. Syzygium philippinense (C.B.Rob.) Merr.
799. Syzygium phillyreifolium (Baker) Labat & Schatz
800. Syzygium phoukhaokhouayense Soulad., Tagane & Yahara
801. Syzygium phryganodes Merr. & L.M.Perry
802. Syzygium pierrei (Gagnep.) Merr. & L.M.Perry
803. Syzygium pilgerianum (K.Schum. & Lauterb.) Merr. & L.M.Perry
804. Syzygium piluliferum Craven & Biffin
805. Syzygium platycarpum (Diels) Merr. & L.M.Perry
806. Syzygium platypodum Diels
807. Syzygium plumbeum (King) I.M.Turner
808. Syzygium plumeum (Ridl.) Merr. & L.M.Perry
809. Syzygium pluviatile T.G.Hartley & L.M.Perry
810. Syzygium polisense Merr.
811. Syzygium politum (King) I.M.Turner
812. Syzygium polyanthum (Wight) Walp.
813. Syzygium polycephaloides (C.B.Rob.) Merr.
814. Syzygium polycephalum (Miq.) Merr. & L.M.Perry
815. Syzygium polypetaloideum Merr. & L.M.Perry
816. Syzygium polypetalum (Wall.) Merr. & L.M.Perry
817. Syzygium polyphlebium (Diels) Merr. & L.M.Perry
818. Syzygium pondoense Engl.
819. Syzygium pontianakense Merr. & L.M.Perry
820. Syzygium populifolium (Baker) J.Guého & A.J.Scott
821. Syzygium porphyranthum (Ridl.) I.M.Turner
822. Syzygium porphyrocarpum (Greves) Merr. & L.M.Perry
823. Syzygium potamicum Kosterm.
824. Syzygium poyanum J.W.Dawson
825. Syzygium praecox (Roxb.) Rathakr. & N.C.Nair
826. Syzygium praestantilimbum P.S.Ashton
827. Syzygium praestigiosum (M.R.Hend.) I.M.Turner
828. Syzygium praetermissum (Gage) N.P.Balakr.
829. Syzygium praineanum (King) Chantar. & J.Parn.
830. Syzygium prasiniflorum (Ridl.) Merr. & L.M.Perry
831. Syzygium pratense Byng
832. Syzygium pringlei (B.Hyland) Craven & Biffin
833. Syzygium propinquum (Guillaumin) J.W.Dawson
834. Syzygium pseudocalcicola Craven & Biffin
835. Syzygium pseudoclaviflorum (M.R.Hend.) I.M.Turner
836. Syzygium pseudofastigiatum B.Hyland
837. Syzygium pseudolaetum (C.E.C.Fisch.) Merr. & L.M.Perry
838. Syzygium pseudomalaccense (Vieill. ex Brongn. & Gris) Govaerts
839. Syzygium pseudomegistophyllum W.N.Takeuchi
840. Syzygium pseudomolle (M.R.Hend.) I.M.Turner
841. Syzygium pseudopinnatum Däniker
842. Syzygium pterocalyx Brongn. & Gris
843. Syzygium pterocarpum (Vieill. ex Pancher & Sebert) Govaerts
844. Syzygium pterophorum Merr. & L.M.Perry
845. Syzygium pteropodum (K.Schum. & Lauterb.) Merr. & L.M.Perry
846. Syzygium pterotum B.J.Conn & Damas
847. Syzygium puberulum Merr. & L.M.Perry
848. Syzygium pulaiense I.M.Turner
849. Syzygium pulgarense (C.B.Rob.) Merr.
850. Syzygium pullei Diels
851. Syzygium punctilimbum (Merr.) Merr. & L.M.Perry
852. Syzygium purpureum (L.M.Perry) A.C.Sm.
853. Syzygium purpuricarpum N.Snow
854. Syzygium purpuriflorum (Elmer) Merr.
855. Syzygium pustulatum (Duthie) Merr.
856. Syzygium putii Chantar. & J.Parn.
857. Syzygium pycnanthum Merr. & L.M.Perry
858. Syzygium pyneei Byng, V.Florens & Baider
859. Syzygium pyrifolium (Blume) DC.
860. Syzygium pyriforme Merr. & L.M.Perry
861. Syzygium pyrocarpum (Greves) Merr. & L.M.Perry
862. Syzygium pyrrophloeum Diels
863. Syzygium quadrangulare Guillaumin
864. Syzygium quadrangulatum (A.Gray) Merr. & L.M.Perry
865. Syzygium quadratum (King) I.M.Turner
866. Syzygium quadrialatum Teijsm. & Binn.
867. Syzygium quadribracteatum (M.R.Hend.) I.M.Turner
868. Syzygium quadricostatum P.S.Ashton
869. Syzygium quadrisepalum (P.S.Ashton) Byng & Christenh.
870. Syzygium racemosum (Blume) DC.
871. Syzygium rakotovaoanum N.Snow
872. Syzygium rama-varmae (Bourd.) Chithra
873. Syzygium rambutyense N.Snow
874. Syzygium ramiflorum Airy Shaw
875. Syzygium ramilepis J.W.Dawson
876. Syzygium ramosii (C.B.Rob.) Merr.
877. Syzygium ramosissimum (Blume) N.P.Balakr.
878. Syzygium rampans (Baker) J.Guého & A.J.Scott
879. Syzygium randianum Merr. & L.M.Perry
880. Syzygium rechingeri Merr. & L.M.Perry
881. Syzygium recurvovenosum (Lauterb.) Diels
882. Syzygium refertum (Craib) Chantar. & J.Parn.
883. Syzygium rehderianum Merr. & L.M.Perry
884. Syzygium rejangense Merr. & L.M.Perry
885. Syzygium remotifolium (Ridl.) Merr. & L.M.Perry
886. Syzygium resa (B.Hyland) Craven & Biffin
887. Syzygium reticulatum (Wight) Walp.
888. Syzygium retinervium (Merr. & L.M.Perry) Craven & Biffin
889. Syzygium revolutum (Wight) Walp.
890. Syzygium rheophyticum P.S.Ashton
891. Syzygium rhizophorum (Boerl. & Koord.-Schum.) Govaerts
892. Syzygium rhomboideum (Ridl.) I.M.Turner
893. Syzygium rhopalanthum Schltr.
894. Syzygium richardsonianum Merr. & L.M.Perry
895. Syzygium richii (A.Gray) Merr. & L.M.Perry
896. Syzygium ridleyi (King) Chantar. & J.Parn.
897. Syzygium ridsdalei Craven & N.Snow
898. Syzygium rigens (Craib) Chantar. & J.Parn.
899. Syzygium rigidifolium Merr.
900. Syzygium riparium (Diels) Merr. & L.M.Perry
901. Syzygium ripicola (Craib) Merr. & L.M.Perry
902. Syzygium rivulare Vieill. ex Guillaumin
903. Syzygium rizalense (Merr.) Merr.
904. Syzygium robbinsii T.G.Hartley & L.M.Perry
905. Syzygium robertii (Merr.) Merr.
906. Syzygium robinsonii (Elmer) Merr.
907. Syzygium robustum Miq.
908. Syzygium rockii Merr. & L.M.Perry
909. Syzygium roemeri (Lauterb.) Merr. & L.M.Perry
910. Syzygium rolfei Merr.
911. Syzygium rosaceum Diels
912. Syzygium rosenbluthii (C.B.Rob.) Merr.
913. Syzygium roseomarginatum (C.B.Rob.) Merr. & L.M.Perry
914. Syzygium roseum Merr. & L.M.Perry
915. Syzygium rostadonis (Ridl.) I.M.Turner
916. Syzygium rostratum (Blume) DC.
917. Syzygium rosulentum (Ridl.) Merr. & L.M.Perry
918. Syzygium rotundifolium Arn.
919. Syzygium rowlandii Sprague
920. Syzygium rubens (Roxb.) Walp.
921. Syzygium rubescens (A.Gray) Müll.Berol.
922. Syzygium rubicundum Wight & Arn.
923. Syzygium rubrimolle B.Hyland
924. Syzygium rubropunctatum (Ridl.) Merr. & L.M.Perry
925. Syzygium rubropurpureum (C.B.Rob.) Airy Shaw
926. Syzygium rubrovenium (C.B.Rob.) Merr.
927. Syzygium rugosum Korth.
928. Syzygium rumphii (Merr.) Govaerts
929. Syzygium rysopodum Merr. & L.M.Perry
930. Syzygium sabangense (Lauterb.) Merr. & L.M.Perry
931. Syzygium sahyadricum Sujanapal, Robi & Sasidh.
932. Syzygium sakalavarum (H.Perrier) Labat & Schatz
933. Syzygium salicifolium (Wight) J.Graham
934. Syzygium saliciforme Merr. & L.M.Perry
935. Syzygium salicinum (Ridl.) Merr. & L.M.Perry
936. Syzygium salictoides (Ridl.) I.M.Turner
937. Syzygium salignum (Miq.) Rathakr. & N.C.Nair
938. Syzygium salomonense (Hemsl.) Merr. & L.M.Perry
939. Syzygium salpinganthum (Greves) Merr. & L.M.Perry
940. Syzygium salwinense Merr. & L.M.Perry
941. Syzygium samarangense (Blume) Merr. & L.M.Perry
942. Syzygium sambiranense (H.Perrier) Labat & Schatz
943. Syzygium sambogense T.G.Hartley & L.M.Perry
944. Syzygium samoense (Burkill) Whistler
945. Syzygium sandwicense (A.Gray) Müll.Berol.
946. Syzygium sanjappanum M.V.Ramana
947. Syzygium santosii (Merr.) Merr.
948. Syzygium sarmentosum J.W.Dawson
949. Syzygium sasidharanii Sujanapal
950. Syzygium savaiiense (A.Gray) Müll.Berol.
951. Syzygium saxatile H.T.Chang & R.H.Miao
952. Syzygium sayeri (F.Muell.) B.Hyland
953. Syzygium scabrum Tagane, Soulad. & Yahara
954. Syzygium scalarinerve (King) I.M.Turner
955. Syzygium schistaceum J.W.Dawson
956. Syzygium schlechteri Diels
957. Syzygium schlechterianum Hochr.
958. Syzygium schmidii Rathakr. & N.C.Nair
959. Syzygium schumannianum (Nied.) Diels
960. Syzygium schwenckii Teijsm. & Binn.
961. Syzygium sclerophyllum Thwaites
962. Syzygium scolopophyllum (Ridl.) Masam.
963. Syzygium scortechinii (King) Chantar. & J.Parn.
964. Syzygium scytophyllum Diels
965. Syzygium seemannianum Merr. & L.M.Perry
966. Syzygium seemannii (A.Gray) Biffin & Craven
967. Syzygium selukaifolium P.S.Ashton
968. Syzygium sessililimbum (Merr.) Merr.
969. Syzygium setosum (King) I.M.Turner
970. Syzygium sexangulatum (Miq.) Amshoff
971. Syzygium sharoniae B.Hyland
972. Syzygium shimbaense (Verdc.) Byng & Christenh.
973. Syzygium siamense (Craib) Chantar. & J.Parn.
974. Syzygium sichuanense H.T.Chang & R.H.Miao
975. Syzygium siderocola (Merr.) Merr.
976. Syzygium silamense P.S.Ashton
977. Syzygium simile (Merr.) Merr.
978. Syzygium simillimum Merr. & L.M.Perry
979. Syzygium singaporense (King) Airy Shaw
980. Syzygium sirindhorniae Chantar., Suksathan & Wongnak
981. Syzygium skiophilum (Duthie) Airy Shaw
982. Syzygium slootenii Merr. & L.M.Perry
983. Syzygium smalianum (Brandis) D.G.Long
984. Syzygium smetsianum Byng & Christenh.
985. Syzygium smithii (Poir.) Nied.
986. Syzygium snowianum W.N.Takeuchi
987. Syzygium soepadmoi P.S.Ashton
988. Syzygium sogerense (Greves) Merr. & L.M.Perry
989. Syzygium sorongense (T.G.Hartley & Craven) Craven & Biffin
990. Syzygium spathulatum Thwaites
991. Syzygium speciosissimum (C.B.Rob.) Merr.
992. Syzygium spectabile Merr. & L.M.Perry
993. Syzygium spissifolium (Ridl.) I.M.Turner
994. Syzygium splendens (Blume) Merr. & L.M.Perry
995. Syzygium squamatum Merr. & L.M.Perry
996. Syzygium squamiferum (C.B.Rob.) Merr.
997. Syzygium sriganesanii K.Ravik. & V.Lakshm.
998. Syzygium stapfianum (King) I.M.Turner
999. Syzygium staudtii (Engl.) Mildbr.
1000. Syzygium steenisii Merr. & L.M.Perry
1001. Syzygium stelechanthoides (Kaneh.) M.W.Tornab. & W.L.Wagner
1002. Syzygium stelechanthum (Diels) Glassman
1003. Syzygium stenocladum Merr. & L.M.Perry
1004. Syzygium stenurum Merr. & L.M.Perry
1005. Syzygium sterrophyllum Merr. & L.M.Perry
1006. Syzygium stipitatum P.S.Ashton
1007. Syzygium stipulare (Blume) Craven & T.G.Hartley
1008. Syzygium stocksii (Duthie) Gamble
1009. Syzygium striatulum (C.B.Rob.) Merr.
1010. Syzygium subalatum (Ridl.) Merr. & L.M.Perry
1011. Syzygium subamplexicaule Merr. & L.M.Perry
1012. Syzygium subcapitulatum Miq.
1013. Syzygium subcaudatum (Merr.) Merr.
1014. Syzygium subcordatum (Verdc.) Byng & N.Snow
1015. Syzygium subcorymbosum Merr. & L.M.Perry
1016. Syzygium subcrenatum Merr. & L.M.Perry
1017. Syzygium subdecussatum (Duthie) I.M.Turner
1018. Syzygium subfalcatum (C.B.Rob.) Merr.
1019. Syzygium subfoetidum (C.B.Rob.) Merr.
1020. Syzygium subglobosum Merr. & L.M.Perry
1021. Syzygium subhorizontale (King) Chantar. & J.Parn.
1022. Syzygium subisense P.S.Ashton
1023. Syzygium sublaetum (Craib) Byng & Christenh.
1024. Syzygium subnodosum Miq.
1025. Syzygium suborbiculare (Benth.) T.G.Hartley & L.M.Perry
1026. Syzygium subrotundifolium (C.B.Rob.) Merr.
1027. Syzygium subscandens Widodo
1028. Syzygium subsessile (C.B.Rob.) Merr.
1029. Syzygium subsessiliflorum (Merr.) Merr.
1030. Syzygium subsessilifolium (Merr.) Merr. & L.M.Perry
1031. Syzygium subsimile Diels
1032. Syzygium subtile Miq.
1033. Syzygium sulcistylum (C.B.Rob.) Merr.
1034. Syzygium sulitii Merr.
1035. Syzygium sulphuratum (Ridl.) Govaerts
1036. Syzygium sumatranum (Miq.) Widodo
1037. Syzygium surigaense (Merr.) Merr.
1038. Syzygium suringarianum (Koord. & Valeton) Amshoff
1039. Syzygium swettenhamianum (King) I.M.Turner
1040. Syzygium sylvicola T.G.Hartley & L.M.Perry
1041. Syzygium symingtonianum (M.R.Hend.) I.M.Turner
1042. Syzygium synaptoneurum (K.Schum. & Lauterb.) Merr. & L.M.Perry
1043. Syzygium syzygioides (Miq.) Merr. & L.M.Perry
1044. Syzygium taeniatum Diels
1045. Syzygium tahanense (Ridl.) I.M.Turner
1046. Syzygium taipingense (M.R.Hend.) I.M.Turner
1047. Syzygium taiwanicum H.T.Chang & R.H.Miao
1048. Syzygium tapiaka (H.Perrier) Labat & Schatz
1049. Syzygium tavaiense (P.S.Ashton) Byng & Christenh.
1050. Syzygium tawahense (Korth.) Merr. & L.M.Perry
1051. Syzygium tayabense (Quisumb. & Merr.) Merr.
1052. Syzygium taytayense (Merr.) Merr.
1053. Syzygium tchambaense J.W.Dawson
1054. Syzygium tectum (King) I.M.Turner
1055. Syzygium tekuense (M.R.Hend.) I.M.Turner
1056. Syzygium tenellum Blume ex Miq.
1057. Syzygium tenuicaudatum Merr. & L.M.Perry
1058. Syzygium tenuiflorum Brongn. & Gris
1059. Syzygium tenuifolium (Ridl.) Airy Shaw
1060. Syzygium tenuilimbum P.S.Ashton
1061. Syzygium tenuipes (Merr.) Merr.
1062. Syzygium tenuirame (Miq.) Merr.
1063. Syzygium tenuirhachis H.T.Chang & R.H.Miao
1064. Syzygium tephrodes (Hance) Merr. & L.M.Perry
1065. Syzygium teretiflorum (Koord. & Valeton) Amshoff
1066. Syzygium tesselatum Korth.
1067. Syzygium tetragonum (Wight) Wall. ex Walp.
1068. Syzygium tetrapleurum L.M.Perry
1069. Syzygium tetrapterum (Miq.) Chantar. & J.Parn.
1070. Syzygium thalassicum Merr. & L.M.Perry
1071. Syzygium thompsonii (Merr.) N.Snow
1072. Syzygium thomsenii (Diels) Merr. & L.M.Perry
1073. Syzygium thorelii (Gagnep.) Merr. & L.M.Perry
1074. Syzygium thornei T.G.Hartley & L.M.Perry
1075. Syzygium thouvenotii (Danguy) Byng
1076. Syzygium thumra (Roxb.) Mason
1077. Syzygium tierneyanum (F.Muell.) T.G.Hartley & L.M.Perry
1078. Syzygium timorianum Decne.
1079. Syzygium tiumanense (Ridl.) I.M.Turner
1080. Syzygium toddalioides (Wight) Walp.
1081. Syzygium tolypanthum Diels
1082. Syzygium toninense (Baker f.) J.W.Dawson
1083. Syzygium tonkinense (Gagnep.) Merr. & L.M.Perry
1084. Syzygium tontoutaense J.W.Dawson
1085. Syzygium toppingii (Elmer) Merr.
1086. Syzygium torricellianum Diels
1087. Syzygium trachyanthum (Diels) Merr. & L.M.Perry
1088. Syzygium trachyphloium (C.T.White) B.Hyland
1089. Syzygium treubii Merr. & L.M.Perry
1090. Syzygium trianthum (Merr.) Merr.
1091. Syzygium trichotomum (Greves) Merr. & L.M.Perry
1092. Syzygium tricolor (Diels) Merr. & L.M.Perry
1093. Syzygium tringiense Byng & N.Snow
1094. Syzygium tripetalum Guillaumin
1095. Syzygium triphlebium Diels
1096. Syzygium triphyllum Merr.
1097. Syzygium tripinnatum (Blanco) Merr.
1098. Syzygium triplinervium Teijsm. & Binn.
1099. Syzygium triste (Kurz) N.P.Balakr.
1100. Syzygium trivene (Ridl.) Merr. & L.M.Perry
1101. Syzygium trukensis (Hosok.) Costion & E.Lucas
1102. Syzygium tsoongii (Merr.) Merr. & L.M.Perry
1103. Syzygium tubiflorum P.S.Ashton
1104. Syzygium tula (Merr.) Merr.
1105. Syzygium turbinatum Alston
1106. Syzygium tympananthum (Diels) Merr. & L.M.Perry
1107. Syzygium ubogoensis W.N.Takeuchi
1108. Syzygium ultramaficum P.S.Ashton
1109. Syzygium umbellatum Korth.
1110. Syzygium umbilicatum (Koord. & Valeton) Amshoff
1111. Syzygium umbrosum Thwaites
1112. Syzygium uniflorum Merr. & L.M.Perry
1113. Syzygium unipunctatum (B.Hyland) Craven & Biffin
1114. Syzygium urceolatum (Korth.) Merr. & L.M.Perry
1115. Syzygium urdanetense (Elmer) Merr.
1116. Syzygium urophyllum Merr.
1117. Syzygium utilis (Talbot) Rathakr. & N.C.Nair
1118. Syzygium vaccinifolium Merr.
1119. Syzygium valdecoriaceum P.S.Ashton
1120. Syzygium valdepunctatum Merr.
1121. Syzygium valdevenosum (Duthie) Merr. & L.M.Perry
1122. Syzygium valentissimum P.S.Ashton
1123. Syzygium valetonianum (King) Widodo
1124. Syzygium validinerve T.G.Hartley & L.M.Perry
1125. Syzygium validum Korth.
1126. Syzygium vanderwateri (Ridl.) Merr. & L.M.Perry
1127. Syzygium vanuatuense Tuiwawa & Craven
1128. Syzygium variabile T.G.Hartley & L.M.Perry
1129. Syzygium variifolium Miq.
1130. Syzygium variolosum (King) Chantar. & J.Parn.
1131. Syzygium vaughanii J.Guého & A.J.Scott
1132. Syzygium vaupelii Whistler
1133. Syzygium veillonii J.W.Dawson
1134. Syzygium velae B.Hyland
1135. Syzygium velutinum A.P.Davis
1136. Syzygium venosum DC.
1137. Syzygium venustum (Roxb.) Wight ex Mason
1138. Syzygium verniciflorum (Diels) Merr. & L.M.Perry
1139. Syzygium vernicosum Merr. & L.M.Perry
1140. Syzygium vernonioides (Elmer) Merr.
1141. Syzygium verrucosum Däniker
1142. Syzygium versteegii (Lauterb.) Merr. & L.M.Perry
1143. Syzygium vestitum Merr. & L.M.Perry
1144. Syzygium viburnoides Diels
1145. Syzygium vidalianum (Elmer) Merr.
1146. Syzygium vieillardii N.Snow, Callm. & Byng
1147. Syzygium villamilii (Merr.) Merr. & L.M.Perry
1148. Syzygium villiferum (Ridl.) Masam.
1149. Syzygium virescens Merr. & L.M.Perry
1150. Syzygium viridescens (Ridl.) I.M.Turner
1151. Syzygium viriosum Craven & J.W.Dawson
1152. Syzygium virotii J.W.Dawson
1153. Syzygium vismioides (DC.) Govaerts
1154. Syzygium vrieseanum (Miq.) Amshoff
1155. Syzygium vulcanicum Elmer ex Merr.
1156. Syzygium wagapense Brongn. & Gris
1157. Syzygium waikaiunense T.G.Hartley & L.M.Perry
1158. Syzygium walkeri Merr. & L.M.Perry ex C.T.White
1159. Syzygium warburgii Merr. & L.M.Perry
1160. Syzygium waterhousei Merr. & L.M.Perry
1161. Syzygium watsonianum (M.R.Hend.) I.M.Turner
1162. Syzygium watutense Craven & N.Snow
1163. Syzygium wenshanense H.T.Chang & R.H.Miao
1164. Syzygium wenzelii (Merr.) Merr.
1165. Syzygium wesa B.Hyland
1166. Syzygium whitfordii (Merr.) Merr.
1167. Syzygium williamsii (C.B.Rob.) Merr.
1168. Syzygium wilsonii (F.Muell.) B.Hyland
1169. Syzygium winckelii Amshoff
1170. Syzygium winitii (Craib) Merr. & L.M.Perry
1171. Syzygium wolfii (Gillespie) Merr. & L.M.Perry
1172. Syzygium wollastonii (Ridl.) Merr. & L.M.Perry
1173. Syzygium womersleyi T.G.Hartley & L.M.Perry
1174. Syzygium wrayi (King) I.M.Turner
1175. Syzygium wrightii (Baker) A.J.Scott
1176. Syzygium xanthophyllum (C.B.Rob.) Merr.
1177. Syzygium xanthostemifolium (Guillaumin) J.W.Dawson
1178. Syzygium xerampelinum B.Hyland
1179. Syzygium xiphophyllum (Merr.) Merr.
1180. Syzygium xizangense H.T.Chang & R.H.Miao
1181. Syzygium xylopiaceum (Diels) Merr. & L.M.Perry
1182. Syzygium yersinii Tagane, V.S.Dang & Yahara
1183. Syzygium yunnanense Merr. & L.M.Perry
1184. Syzygium zamboangense (C.B.Rob.) Merr.
1185. Syzygium zeylanicum (L.) DC.
1186. Syzygium zhenghei Craven & Biffin
1187. Syzygium zimmermannii (Warb. ex Craib) Merr. & L.M.Perry
1188. Syzygium zollingerianum (Miq.) Amshoff

## Vanjske poveznice
|  | Zajednički poslužitelj ima još gradiva o temi Syzygium |
|  | Wikivrste imaju podatke o taksonu Syzygium             |